# Mörkbandad kustmygga
Mörkbandad kustmygga, Aedes dorsalis är en tvåvingeart som först beskrevs av Johann Wilhelm Meigen 1830.  Aedes dorsalis ingår i släktet Aedes och familjen stickmyggor. Arten är reproducerande i Sverige. Inga underarter finns listade i Catalogue of Life.